# Acalyptris amazonius
Acalyptris amazonius là một loài bướm đêm thuộc họ Nepticulidae. Nó được tìm thấy ở lowland Amazon rainforest ở Ecuador.
Sải cánh dài 3.4-3.5 mm đối với con đực và khoảng 3.7 mm đối với con cái. Con trưởng thành bay vào tháng 1.